# 張宏年
張宏年（1952年2月10日—），臺灣政治人物，臺中市人，叔公為前臺中市市長張啟仲，姑婆張愛信為新光醫院前副院長黃芳彥的母親，父親為前臺中市議會（省轄市）副議長張光儀，是臺中市張派代表性人物。曾任臺中市議會（省轄市）議長及首任中國國民黨籍臺中市議會副議長。

## 經歷
- 1990年3月1日，在父親與叔公的栽培下，當選台中市議會（省轄市）第12屆議員。
- 1998年3月1日，連任台中市議會（省轄市）第14屆議員，並擔任台中市議會（省轄市）副議長。
- 2001年10月1日，遭薛球與陳益華犯罪集團於服務處綁架，並要求新台幣3億元贖款，被綁三天後獲釋平安歸來，並付出新台幣3,000萬元贖款[1][2]。
- 2002年3月1日，連任第15屆台中市議員，並擔任台中市議會議長。10月，又遭自稱耕讀園槍擊命案的林明樺犯罪集團電話恐嚇，隨後警方加強保護[3]。
- 2008年10月7日，因涉入電玩關說收賄案，遭臺灣臺中地方法院檢察署依貪汙罪嫌向臺灣臺中地方法院聲請羈押，法官裁定以新台幣500萬元交保，限制住居及出境[4]。
- 2010年11月27日，代表中國國民黨參選第一屆直轄市議員選舉臺中市第十選區（中區、西區）並當選。
- 2011年6月9日，最高法院駁回檢方上訴，疑電玩關說收賄案無罪判決定讞[5]。
- 2018年11月24日，由兒子張彥彤接棒參選第三屆臺中市中區、西區選區市議員，以該區第一高票當選[6][7]。
- 2020年7月底，因長期自費服用盛唐中醫診所院長呂世明所開立的含硃砂中藥粉，鉛、汞濃度超標，導致嚴重鉛中毒而住院，腦部受損約4成，未來恐有洗腎危機，還需長期接受復健。其母親、老婆、兒子張彥彤、女兒服用呂世明開立的中藥粉，也都有不同程度的鉛中毒[8]。

## 參看
- 台中張家
- 張達京

## 外部連結
- 台中市議會-議會簡介-議長[永久]